# Gorenja Vas-Poljane
Gorenja Vas-Poljane es un municipio de Eslovenia, situado en el oeste del país, en la región estadística e histórica de Alta Carniola. El municipio comprende una pequeña área montañosa ubicada unos 20 km al oeste de la capital nacional Liubliana y toma su nombre de sus dos capitales administrativas: Gorenja Vas y Poljane nad Škofjo Loko.
En 2018 tiene 7541 habitantes.
El municipio comprende las localidades de Bačne, Brebovnica, Bukov Vrh, Čabrače, Četena Ravan, Debeni, Delnice, Dobje, Dobravšce, Dolenčice, Dolenja Dobrava, Dolenja Ravan, Dolenja Žetina, Dolenje Brdo, Dolge Njive, Fužine, Goli Vrh, Gorenja Dobrava, Gorenja Ravan, Gorenja vas (capital municipal), Gorenja Žetina, Gorenje Brdo, Hlavče Njive, Hobovše pri Stari Oselici, Hotavlje, Hotovlja, Jarčje Brdo, Javorje, Javorjev Dol, Jazbine, Jelovica, Kladje, Kopačnica, Kremenik, Krivo Brdo, Krnice pri Novakih, Lajše, Laniše, Laze, Leskovica, Lom nad Volčo, Lovsko Brdo, Lučine, Malenski Vrh, Mlaka nad Lušo, Murave, Nova Oselica, Podgora, Podjelovo Brdo, Podobeno, Podvrh, Poljane nad Škofjo Loko (capital municipal), Predmost, Prelesje, Robidnica, Smoldno, Sovodenj, Srednja vas - Poljane, Srednje Brdo, Stara Oselica, Studor, Suša, Todraž, Trebija, Vinharje, Volaka, Volča, Zadobje, Zakobiljek, Zapreval, Žabja vas, Žirovski Vrh Svetega Antona, Žirovski Vrh Svetega Urbana.